# Liste alphabétique d'écrivains américains
Liste alphabétique d'écrivains américains.
Voir aussi la liste d'écrivains américains par année de naissance.
- Haut – A
- B
- C
- D
- E
- F
- G
- H
- I
- J
- K
- L
- M
- N
- O
- P
- Q
- R
- S
- T
- U
- V
- W
- X
- Y
- Z

## A
- Atia Abawi (1981 ou 1982 - )
- Elmaz Abinader (1954 - )
- Jake Adelstein (1969 - )
- James Agee (1909 - 1955)
- Edward Albee (1928 - )
- Cholem Aleikhem (1859 - 1916)
- Horatio Alger (1832 - 1899)
- Nelson Algren (1909 - 1981)
- Hervey Allen (en) (1889 - 1949)
- James Altucher (1968 - )
- Edward Anderson (1905 - 1969)
- Mignon Holland Anderson (1945 - )
- Poul Anderson (1926 - 2001)
- Robert Anderson (1917 - 2009 )
- Sherwood Anderson (1876 - 1941)
- Clifford Warren Ashley (1881 - 1947)
- Isaac Asimov (1920 - 1992)
- Paul Auster (1947 - 2024)

## B
- Richard Bach (1936 - )
- James Baldwin (1924 - 1987)
- Melissa Bank (1961 - )
- Russell Banks (1940 - )
- Jack Barsky (1949 - )
- Josephine White Bates (1862-1934)
- Lyman Frank Baum (1856-1919)
- Terry Baum (1946 - )
- Suzy Becker (1962 - )
- Harriet Beecher Stowe (1811 - 1896)
- Saul Bellow (1915 - 2005)
- Bruno Bettelheim (1903 - 1990)
- William Peter Blatty (1928 -)
- Lawrence Block (1938 - )
- T. C. Boyle (1948 -)
- Ray Bradbury (1920 - 2012 )
- Charles Bukowski (1920 - 1994)
- Edgar Rice Burroughs (1875 - 1950)
- Anne Bradstreet (1612 - 1672)
- Richard Brautigan (1935 - 1984)
- Carol Ryrie Brink (1895 - 1981)
- Louis Bromfield (1896 - 1956)
- Dan Brown (1964 -)
- Fredric Brown (1906 - 1972)
- Pearl Buck (1892 - 1973)
- Lois McMaster Bujold (1949 -)
- William S. Burroughs (1914 - 1997)
- Tim Burton (1958 - )
- Lily Burana (?1980-)
- Candace Bushnell (1958 - )

## C
- Meg Cabot (1967 - )
- Erskine Caldwell (1903 - 1987)
- Truman Capote(1924 - 1984)
- Orson Scott Card (1951 - )
- Florence Carpenter Dieudonné (1850 - 1927)
- John Dickson Carr (1906 - 1977)
- Raymond Carver (1938 - 1988)
- Vera Caspary (1899 - 1987)
- Carlos Castaneda (1925 - 1998)
- Willa Cather (1876 - 1947)
- Michael Chabon (1963 - )
- Robert W. Chambers (1865 - 1933)
- Raymond Chandler (1888 - 1959)
- Dan Chaon (1964 - )
- John Cheever (1912 - 1982)
- Mary H.K. Choi (écrit au XXIe siècle)
- Kate Chopin (1851 - 1904)
- Carson Cistulli (1979 - )
- James Clemens (1961 - ), Jim Czajkowski
- Craig Clevenger (1964 - )
- Harlan Coben (1962 - )
- George Powers Cockcroft (1932 - )
- Laurie Colwin (1944 - 1992)
- Michael Connelly (1956 - )
- Patricia Cornwell (1956 - )
- James Fenimore Cooper (1789 - 1851)
- Glen Cook (1944 -)
- Catherine Coulter (1942 - )
- Douglas Coupland (1961 - )
- Stephen Crane (1871 - 1900)
- Richard Crasta (1952 -)
- Michael Crichton (1942 - 2008)
- Edward Estlin Cummings (1894 - 1962)
- Michael Cunningham (1952-)

## D
- Dorothy Salisbury Davis (1916 - )
- Genese Davis (1984 - )
- Mildred Davis (1930 - )
- Elizabeth Dejeans (1868 - 1928)
- Pete Dexter (1943 - 1988)
- Philip K. Dick (1928 - 1982)
- Emily Dickinson (1830 - 1886)
- Gordon R. Dickson (1923 - 2001)
- Joséphine Diebitsch Peary (1863 - 1955)
- Leighann Dobbs (écrit au XXIe siècle)
- H.D. (Hilda Doolittle), 1886 - 1961
- John Dos Passos (1896 - 1970)
- Theodore Dreiser (1871 - 1945)
- John Gregory Dunne (1932 - 2003)

## E
- Thomas Stearns Eliot (1888 - 1965)
- Simone Elkeles (1970 - )
- Bret Easton Ellis (1964 - )
- James Ellroy (1948 - )
- Jeffrey Eugenides (1960 - )

## F
- Hafsah Faizal (1993-)
- John Fante (1909 - 1983)
- Beth Fantaskey (1965 - )
- Eliza Farnham (1815-1864)
- James T. Farrell (1904 - 1979)
- William Faulkner (1897 - 1962)
- Raymond Federman (1928 - 2009)
- Edna Ferber (1885 - 1968)
- Lawrence Ferlinghetti (1919 - 2020)
- Francis Scott Fitzgerald (1896 - 1940)
- John Gould Fletcher (1886 - 1950)
- Vince Flynn (1966-2013)
- Esther Forbes (1891 - 1967)
- Richard Ford (1944 - )
- Jonathan Franzen (1959 - )
- Robert Frost (1875 - 1963)

## G
- Tom Gabbay (1953 - )
- Ernest J. Gaines (1933 - 2019)
- Hamlin Garland (1860-1940)
- Julie Garwood (1944-2023)
- William Lloyd Garrison (1805 - 1879)
- Martha Gellhorn (1908 - 1998)
- Dan Gemeinhart, (1978-)
- William Gibson (1948-)
- Charlotte Perkins Gilman (1860-1935)
- Noah Gordon (1926 - )
- Elizabeth Graeme Fergusson (1737-1801)
- Jim Grimsley (1955 - )
- James E. Gunn (1923 - 2020)
- Allan Gurganus (1947-)
- William Gaddis (1922-1998)

## H
- Helene Hanff (1916-1997)
- Joseph Hansen (1923 - 2004)
- George Washington Harris (en) (1814 - 1869)
- Colin Harrison (1960-)
- Jim Harrison  (1937-2016)
- Charles Boardman Hawes (1889 - 1923)
- Nathaniel Hawthorne (1804 - 1864)
- Joseph Heller (1923 - 1999)
- Ernest Hemingway (1898 - 1961)
- Robert A. Heinlein (1907-1988)
- James A. Herne (1839 - 1901)
- Carl Hiaasen (1953-)
- William Sydney Porter, dit O.Henry (1862 - 1910)
- Patricia Highsmith (1921-1995)
- Chester Himes (1909-1984)
- Alice Hoffman (1952-)
- Kate Hoffmann (?1960-)
- Bruce Holbert (1959 - )
- Siri Hustvedt (1955-)
- Hunter S. Thompson (1937 - 2005)

## I
- Greg Iles (1960 - 2025)
- William Inge (1913 - 1973)
- Washington Irving (1783 - 1859)
- John Irving (1942 - )
- William Irish (1903 - 1968)

## J
- Henry James (1843 - 1916)
- Kirk W. Johnson (écrit au XXIe siècle)
- Peter Johnson (1951-)

## K
- Laura Kasischke (1961)
- Sue Kaufman (1926 - 1977)
- Alex Kava (1960 -)
- Kent M. Keith (1949 -)
- Douglas Kennedy (1955-)
- Jack Kerouac (1922 - 1969)
- Ken Kesey (1935 - 2001)
- Frances Parkinson Keyes (en) (1885 - 1970)
- Stephen King (1947 -)
- Rufus King (1893 - 1966)
- Barbara Kingsolver (1955 -)
- Alexandra Kleeman (1986 -)
- Damon Knight (1922 - 2002)
- Jerzy Kosinski (1933 - 1991)
- Jon Krakauer (1954)
- Thomas Kromer (1906 - 1969)

## L
- Jill Marie Landis (en) (1948 - )
- Rick Law (? 1969-)
- Harper Lee (1926 - 2016)
- Sinclair Lewis (1885 - 1951)
- Johanna Lindsey (1952-2019)
- Ingersoll Lockwood (1841-1918)
- Jack London (1876-1916)
- Henry Wadsworth Longfellow (1807 - 1882)
- Howard Phillips Lovecraft (1890-1937)
- Elmore Leonard (1925-2013)

## M
- Archibald MacLeish (1892 - 1982)
- Norman Mailer (1923 - 2007)
- Alexander Maksik (1973 - )
- Armistead Maupin (1946-)
- Ann Maxwell (en) (1944 - )
- Ayana Mathis (1973 - )
- Ed McBain (1926-2005)
- Laurie McBain (1949-)
- Cormac McCarthy (1933 - 2023)
- Jeffrey McClanahan (active à partir de 2003)
- Carson McCullers (1917 - 1967)
- John D. MacDonald (1916-1986)
- Ross Macdonald (1915-1983)
- Michael J. Meade  (1944 - )
- Cornelia Meigs (1884 - 1973)
- Herman Melville (1819 - 1891)
- Lee Meriwether (1862 - 1966)
- Helena Mesa (1972-)
- Stephenie Meyer (1973-)
- Kent Meyers (?1990-)
- James A. Michener (1907 - 1997)
- Margaret Millar (1915-1994)
- Arthur Miller (1915 - 2005)
- Henry Miller (1891 - 1980)
- Margaret Mitchell (1900 - 1949)
- Luke Mogelson (1982 - )
- William Moraley (1699 - 1762)
- Jim Morrison (James Douglas Morrison) (1943 - 1971)
- Toni Morrison (1931 - 2019)
- Walter Mosley (1952 -)
- Leila Mottley (2002 - )
- Travis Mulhauser (1976 - )

## N
- Vladimir Nabokov (1899 - 1977)
- Leonard Nathan (1924 - 2007)
- Nicholas Nicastro (1963 - )
- Anaïs Nin (1903 - 1977)
- Frank Norris (1870 - 1902)
- Alan E. Nourse (1928 - 1992)
- Michael Nava (1954 - )

## O
- Robert C. O'Brien (1918 - 1973)
- Flannery O'Connor (1925 - 1964)
- Andrew J. Offutt (1937 - 2013)
- Joyce Carol Oates (1938- )
- Eugene O'Neill (1888 - 1953)
- Kyle Onstott (1887 - 1966)
- Doris Orgel (1929 - 2020)

## P
- Chuck Palahniuk (1961 - )
- Bell Elliott Palmer (1873–1947)
- Pat Conroy (1945-2016)
- John Perkins (1945 - )
- Arthur Phillips (1969-)
- Edith Philips (1892-1983)
- Robert M. Pirsig (1928 - 2017)
- Sylvia Plath (1932 - 1963)
- Edgar Allan Poe (1809 - 1849)
- Frederik Pohl (1919 - 2013)
- Katherine Anne Porter (1890 - 1980)
- Regina Porter (? 1940-)
- Ezra Pound (1885 - 1972)
- Jerry Pournelle (1933 - 2017)
- Richard Powers (1957 - )
- Mario Puzo (1920-1999)

## Q
- Ellery Queen (1905 - 1982)

## R
- Kristen Radtke (1987 - )
- Thomas Mayne Reid (1818 - 1883)
- Marta Randall (1948 - )
- Luke Rhinehart (George Cockcroft) (1932 - 2020)
- Nora Roberts (1950 - )
- Edwin Arlington Robinson (1869 - 1935)
- Philip Roth (1933 - 2018)
- Richard Russo (1949 - )

## S
- Jerome David Salinger (1919 - 2010)
- James Salter (1925-2015)
- Cecilia Samartin (1961 - )
- Carl Sandburg (1878 - 1967)
- John Sandford (1944-)
- Thomas Savage (1915 - 2003)
- Alan Seeger (1888 - 1916)
- Erich Segal (1937)
- Hubert Selby, Jr. (1928 - 2004)
- Dr. Seuss (Theodor Seuss Geisel) (1904 - 1991)
- Monica Shannon (1893 - 1965)
- Irwin Shaw (1913 - 1984)
- Kevin Shipp (1956-)
- Robert Silverberg (1935)
- Dan Simmons (1948-)
- Upton Sinclair, 1878 - 1968
- Linda Joy Singleton (1957 - )
- Cordwainer Smith (1913-1966)
- Matthew Specktor (1966 -)
- Norman Spinrad (1940)
- Danielle Steel (1947-)
- Wallace Stegner (1909-1993)
- Gertrude Stein (1874 - 1946)
- John Steinbeck (1902 - 1968)
- Trenton Lee Stewart (1970-)
- Dejan Stojanović (1959)
- William Styron (1925 - 2006)
- William Saroyan (1908 - 1981)

## T
- Susan Taubes (1928-1969)
- Kressmann Taylor (1903 - 1997)
- Lisa Teasley (1964-)
- Temple Bailey (1869-1953)
- Sarah Thankam Mathews (écrit au XXIe siècle)
- Moritz Thomsen (en) (1915 - 1991)
- Henry David Thoreau (1817 - 1862)
- Anna Todd (1989-)
- Mark Twain (1835 - 1910)

## U
- Brady Udall (1971)
- John Updike (1932 - 2009)
- Leon Uris (1924-2003)

## V
- Alfred Elton Van Vogt (1912 - 2000)
- Louis Joseph Vance (1879-1933)
- Joan D. Vinge (1948)
- Ezra Vogel (1930-2020)
- Cynthia Voigt (1942)

## W
- Lewis Wallace (1827 - 1905)
- David Foster Wallace (1962-2008)
- Walter D. Wetherell (1948-)
- Robert Penn Warren (1905 - 1989)
- Jessamyn West (1902 - 1984)
- Edith Wharton (1862 - 1937)
- William Wharton (1925-2008)
- Walt Whitman (1819 - 1892)
- Richard Wilbur (1921 - )
- Laura Ingalls Wilder (1867 - 1957)
- Thornton Wilder (1897 - 1975)
- Jeanne Williams (1930-)
- Tennessee Williams (1914 - 1983)
- William Carlos Williams (1883 - 1963)
- Jack Williamson (1908 - 2006)
- Connie Willis (1945-)
- Colin Winnette (1984 - )
- Thomas Wolfe (1900 - 1938)
- Kathleen Woodiwiss (1939-2007)
- Richard Wright (1908 - 1960)

## Y
- Richard Yates (1926 - 1992)
- Martha Young (1862–1941)
- Lizzie Yu Der Ling (1885 - 1944)

## Z
- Rafi Zabor (1946-)
- Richard Zimler (1956-)